# Aérodrome de Saint-Rambert-d'Albon
 (avril 2025).
L’aérodrome de Saint-Rambert-d'Albon (code OACI : LFLR) est un aérodrome du département de la Drôme, situé à Saint-Rambert-d'Albon.

## Situation
L'aérodrome est situé à 4,4 km sud-sud-est de Saint-Rambert-d'Albon.

## Agrément
L'aérodrome de Saint-Rambert-d'Albon fait partie de la liste n° 1 (aérodromes ouverts à la circulation aérienne publique) des aérodromes autorisés au 31 janvier 2010 (décret : NOR :DEVA1012766K ).

## Rattachements
Saint-Rambert-d'Albon est un petit aérodrome ne disposant pas de services de la DGAC. Pour l'information aéronautique, la préparation des vols et le dépôt des plans de vol il est rattaché au BRIA (Bureau régional d'information aéronautique) de l'aéroport de Lyon-Saint-Exupéry. Le suivi des vols sous plan de vol et le service d'alerte sont assurés par le BTIV (Bureau de télécommunications et d'information de vol) du Centre en route de la navigation aérienne Sud-Est situé à Aix-en-Provence.